# 横井玉子
横井 玉子（よこい たまこ、安政2年9月12日（1855年10月22日） - 明治36年（1903年）1月4日）は、日本の教育者。女子美術大学の創立者。

## 概要
肥後熊本藩支藩の肥後新田藩家老、原尹胤の次女として江戸鉄砲州に生まれ育ったが、原家は明治元年（1868年）に主君に従って高瀬（熊本県玉名市）へ移住する。明治5年（1872年）に横井小楠の甥で養子となった横井左平太（時治）と結婚。左平太は弟の太平と共に熊本洋学校の設立に尽力し、妻を置いて渡米する。熊本では横井家の親族と同居し、横井時雄、みや兄妹、徳富初子らと共に洋学校に通い、ジェーンズ夫妻から英語と洋裁、西洋料理を学ぶ。
明治8年（1875年）に左平太が帰国し元老院権少書記官となったが結核を患い、上京した玉子の看病のかいなく死去した。
未亡人となった玉子は東京に滞在し、明治12年（1879年）東京葺手町教会のワデル牧師により受洗する。明治18年（1885年）海岸女学校の教員となり、同年、亡夫の親戚の矢嶋楫子の依頼で新栄女学校事務監督となって礼式と裁縫を教授。明治19年（1886年）東京師範学校で高等裁縫と高等女礼式の教授資格を取り、本多錦吉郎と浅井忠に水彩画と油絵を学ぶ。明治23年（1890年）に学校合併した女子学院で寄宿舎監督となり、礼式、裁縫、洋画、料理を教授した。明治32年（1899年）には白馬会に入会している。
明治34年（1901年）、藤田文蔵、田中晋、谷口鉄太郎らと女子美術学校 (後の女子美術大学) を創立。初代校長の藤田文蔵は東京美術学校の教授で、女子学院とも交流のあった牛込教会の長老でもあった。思ったように生徒が集まらず、藤田が自腹を切ったりもしたが、会計担当の使い込みなどもあり、開学早々に資金面から経営難に陥り、順天堂院長の妻佐藤志津に協力を要請し、玉子の情熱に感銘した志津は全面的支援を約束、玉子と藤田は発起人を辞任して志津に権利を譲り、志津が校主となった。
玉子は数年前から体調を崩していたが、明治36年（1903年）胃癌により入院先の順天堂医院で死去した。
甥に文学者の戸川秋骨（兄の子）と俳人の大野洒竹（姉の子）がいる。